# Ferdinand Foch

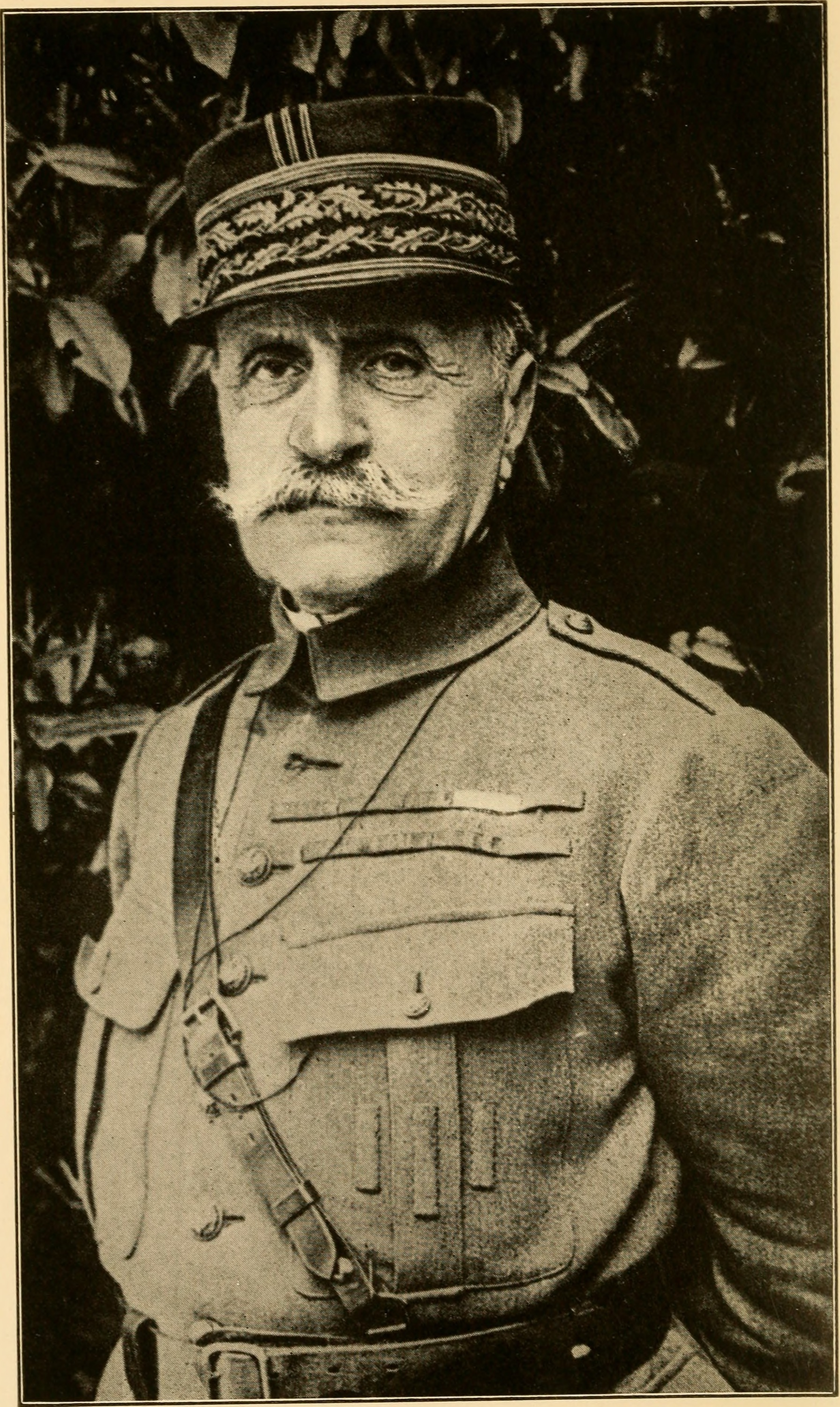
Ferdinand Foch (1919)

Ferdinand Jean Marie Foch [fɔʃ] (* 2. Oktober 1851 in Tarbes, Département Hautes-Pyrénées; † 20. März 1929 in Paris) war ein französischer Heeresoffizier und Militärtheoretiker. Während des Ersten Weltkriegs stieg General Foch zum Marschall von Frankreich auf und koordinierte ab 1918 als gemeinsamer Oberbefehlshaber die Armeen der Alliierten an der Westfront. Am 11. November 1918 unterzeichneten die Vertreter des Deutschen Reiches in seinem Eisenbahnwaggon den Waffenstillstand von Compiègne.

## Leben
Foch wurde 1851 als Sohn eines Beamten in Tarbes geboren. Er verbrachte seine Schulzeit zunächst dort, später in Rodez und schließlich an Jesuitenschulen in Saint-Étienne und Metz.
Am 5. November 1883 heiratete er Julie Bienvenüe (1860–1950). Sie hatten vier Kinder: Marie Foch (1885–1972), Anne Foch (1887–1981), den 1888 geborenen und nach nur elf Tagen verstorbenen Eugène Jules Germain Foch, und Germain Jules Louis Foch (1889–1914), der kurz nach Ausbruch des Ersten Weltkriegs fiel.

### Karriere

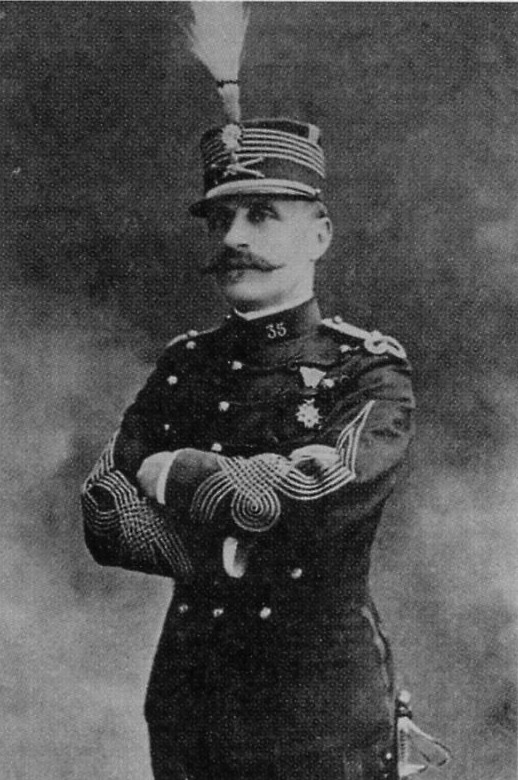
Colonel Foch (1903)

Im Laufe seiner militärischen Karriere wurde Foch zum Marschall dreier europäischer Nationen ernannt, sein Heimatland Frankreich sowie Großbritannien und Polen verliehen ihm den höchsten militärischen Titel. Am 21. Januar 1871 trat er in das 4e régiment d’infanterie ein. Im Folgenden absolvierte er die polytechnische Hochschule, die er 1873 als Artillerieoffizier verließ. Nach einer Dienstzeit als Sous-lieutenant im 24. Artillerieregiment bewarb er sich an die École supérieure de guerre, der französischen Militärakademie. Er trat in diese als Schüler ein, brachte es alsbald zum Professor für Strategie und wurde 1908 ihr Kommandant. Er zeichnete sich dort bald auf den Gebieten der Militärgeschichte und der Taktik aus. Doch verblieb er nicht bei rein akademischen Leistungen. 1907 wurde er als Général de brigade zur Truppe abkommandiert. Er erhielt 1911 ein Divisionskommando und schließlich 1913 das Kommando über das XX. Korps in Nancy.
Im Ersten Weltkrieg nahm er an der erfolglosen Offensive in Lothringen zu Kriegsbeginn 1914 als Kommandant des XX. Korps in der 2. Armee Noël de Castelnaus teil. Im Verlauf der Marneschlacht befehligte er die 9. Armee und wurde im Oktober während des Wettlaufs zum Meer zum Stellvertreter des Oberkommandierenden Joseph Joffre an der Nordfront ernannt, wo er die Zusammenarbeit mit den verbündeten Briten koordinierte. Die neugebildete Groupe d’Armées du Nord befehligte er bis zum Dezember 1916. Durch die blutigen Misserfolge der Schlachten im Artois 1915 und an der Somme 1916 fiel Foch beim französischen Oberkommando in Ungnade. Allerdings wurde er 1917 rehabilitiert und folgte Philippe Pétain als Generalstabschef nach, als dieser Robert Nivelle als Oberkommandierenden ablöste. Im Herbst 1917 wurde Foch nach Italien entsandt, nachdem die italienische Front in der Schlacht von Karfreit zusammengebrochen war. Er wurde zum ständigen militärischen Vertreter Frankreichs im Alliierten Obersten Kriegsrat ernannt.

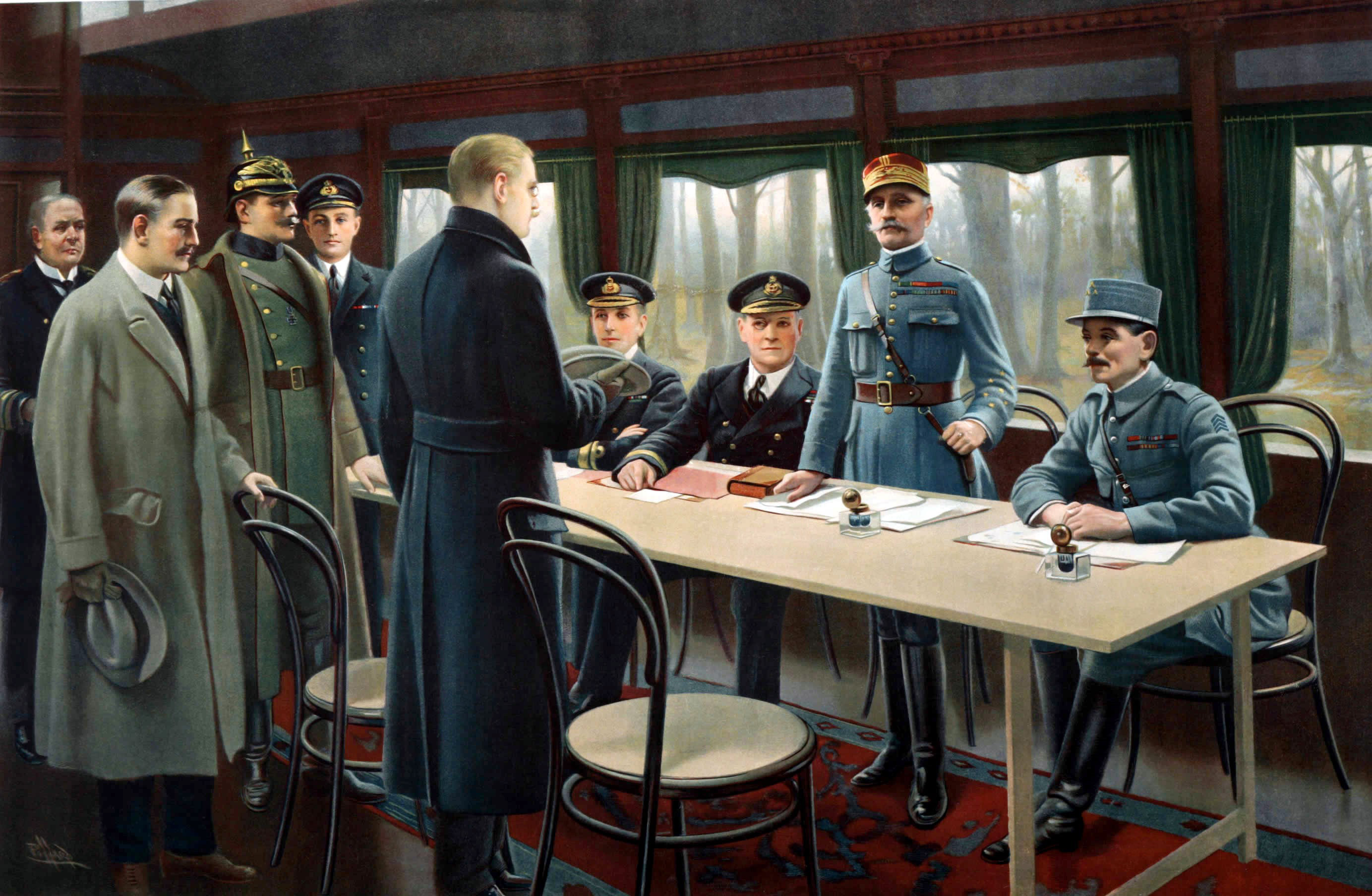
Waffenstillstandsunterzeichnung im Salonwagen von Marschall Foch (hinter dem Tisch stehend)

1918 wurde infolge der deutschen Frühjahrsoffensive für die Verbündeten die absolute Notwendigkeit eines gemeinsamen Oberbefehlshabers evident.
Foch wurde am 26. März auf der Konferenz von Doullens zum Generalissimus der alliierten Streitkräfte ernannt und erhielt am 3. April bei einer weiteren Sitzung in Beauvais seine offizielle Bestätigung als Oberbefehlshaber über die gesamte Westfront. Nach dem Scheitern des deutschen Angriffes in der Zweiten Marneschlacht führte Foch am 18. Juli eine entscheidende Gegenoffensive bei Villers-Cotterêts, welche den Wendepunkt des Krieges darstellte. Am 6. August 1918 wurde er zum Marschall von Frankreich ernannt und koordinierte die Angriffe der Verbündeten in der Hunderttageoffensive, die den Krieg beendete. Er nahm die Unterzeichnung des Waffenstillstandes durch das Deutsche Reich entgegen.
Foch schied 1921 aus dem Militärdienst aus, blieb allerdings Berater der französischen Regierung.

### Militärische Theorie und Praxis
Der künftige Marschall veröffentlichte schon vor 1914 in seiner Zeit an der Akademie umfangreiche militärische Werke. Er konnte sich nie von seiner Generalstabsausbildung lösen, welche noch vollkommen in Clausewitzschen Denkweisen erfolgt war. Den Lehren und Anforderungen des industrialisierten Krieges konnte er, der energische Organisator, sich – trotz vier Jahren praktischer Erfahrung und Millionen von Toten – nicht öffnen. Besonders bei der letzten deutschen Offensive 1918 erwies sich dies als verhängnisvoll. General Pétain setzte auf eine mobile Verteidigung, um die deutschen Schockangriffe ins Leere laufen zu lassen und dann zu schnellen Gegenstößen anzusetzen. Dieses Vorgehen erwies sich als effiziente Antwort auf die neue deutsche Taktik.
Foch allerdings befahl, jeden Meter Geländes zu verteidigen, und erteilte taktischen Rückzügen eine Absage, aus Angst, die deutschen Truppen könnten noch Paris erreichen. Somit spielte er dem Konzept der deutschen Obersten Heeresleitung bedeutend in die Hände und machte die massiven Geländegewinne des Deutschen Heeres erst möglich. Foch wurde zwar sowohl als Theoretiker wie auch als Praktiker des Angriffs bekannt, doch folgte er auch hier einer konservativen Linie: Analog zu General Falkenhayn auf deutscher Seite setzte er auf sich entlang der Front abwechselnde Massenangriffe mit langer Artillerievorbereitung. Dadurch ging der Krieg für die Entente zwar nicht verloren, aber die Verluste dieses Vorgehens waren ungeheuer und führten 1917 sogar zu Meutereien innerhalb der französischen Armee. Ein weiterer Kritikpunkt war seine Blindheit gegenüber den neuen Technologien auf dem Schlachtfeld. Für Foch blieben die Artillerie und die Infanterie stets die entscheidenden Elemente auf dem Schlachtfeld. Dem Einsatz von Panzern und Kampfflugzeugen gegenüber verhielt er sich zwar nicht direkt ablehnend, jedoch gleichgültig.

### Deutschlandpolitik

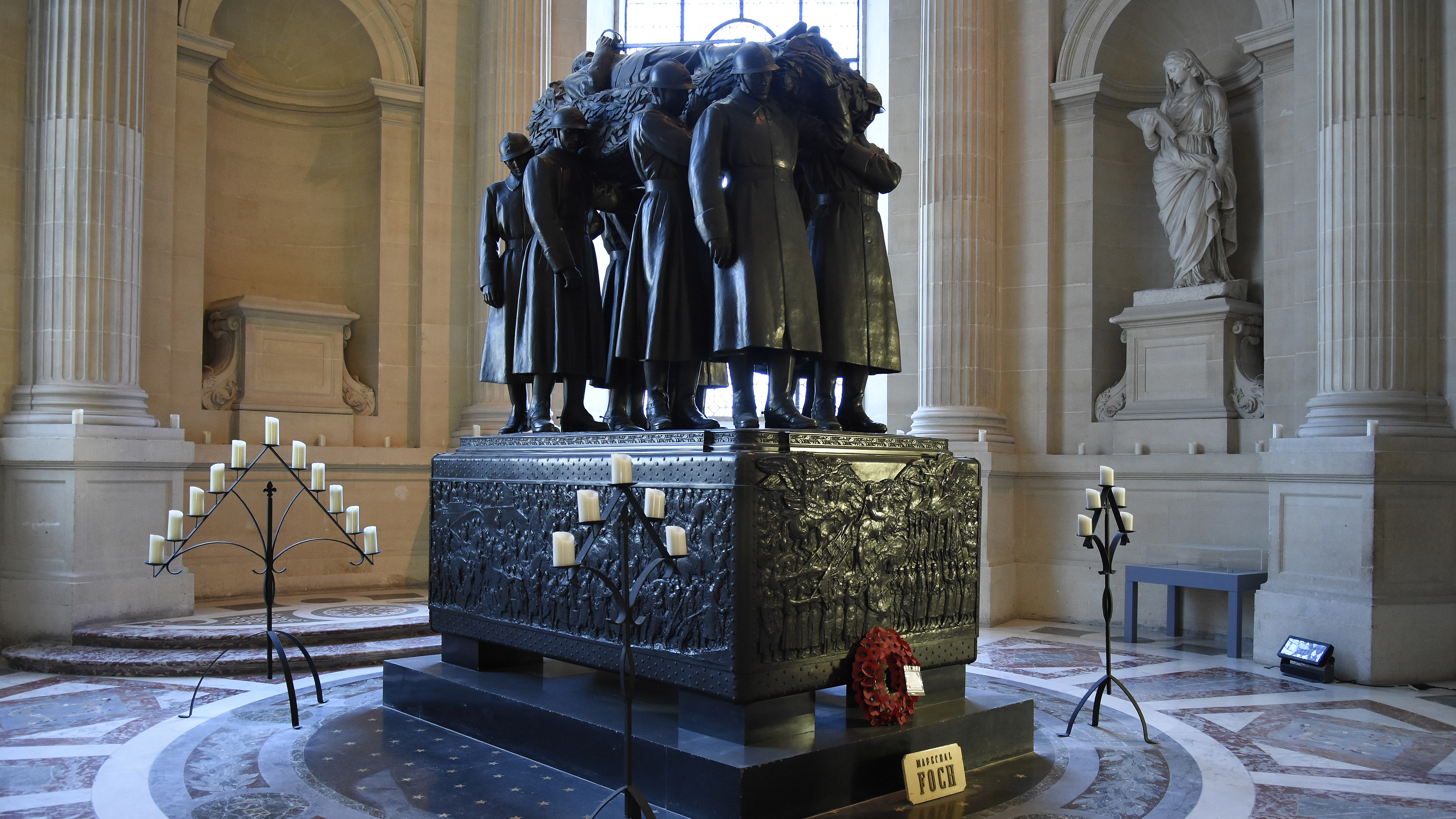
Sarkophag von Ferdinand Foch im Invalidendom

Der Marschall erwies sich nach dem Krieg als Hardliner in der Frage, wie man die Besiegten des Krieges behandeln sollte. Er trat für eine Aufstückelung des Deutschen Reichs sowie für eine Verlegung der französischen Militärgrenze bis zum Rhein ein, um jedwede deutsche Aggression gegen Frankreich unmöglich zu machen.

### Grabmal
Fochs Gebeine liegen in einem der Ehrengräber, die kreisförmig um Napoleon im Invalidendom zu Paris angeordnet sind.

## Ehrungen

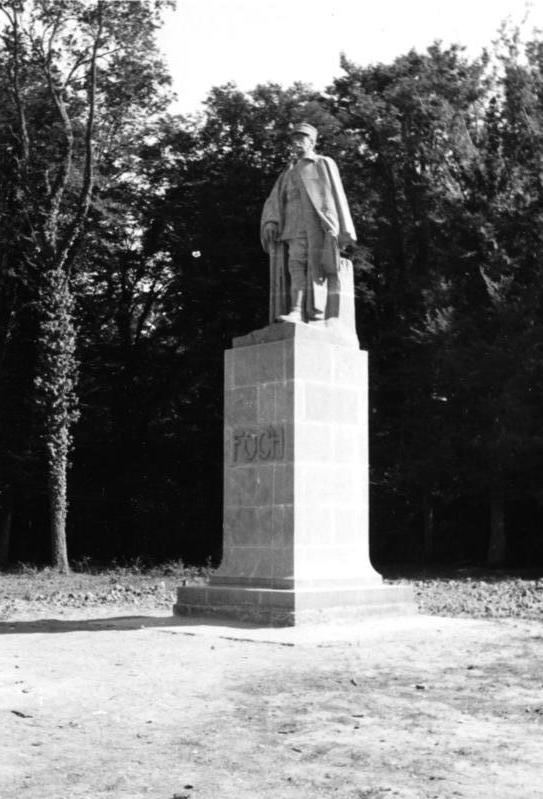
Foch-Denkmal auf der Clairière de l’Armistice („Waffenstillstands-Lichtung“) im Wald von Compiègne, 1940

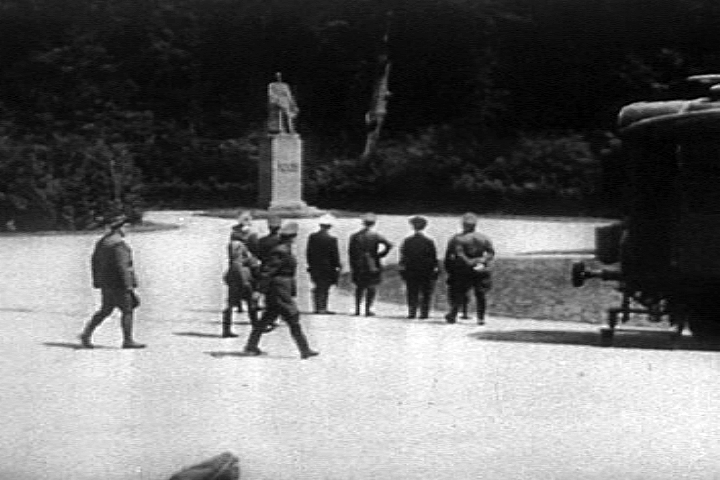
Hitler (Hand in die Seite gestützt) und Entourage am 21. Juni 1940, einen Tag vor Unterzeichnung des Waffenstillstandes von Compiègne, vor dem Foch-Denkmal

Nach dem Sieg über die Mittelmächte wurden ihm im Zeichen der polnischen Bündnispolitik von Marschall Piłsudski Auszeichnungen und der Orden Virtuti Militari verliehen. Am 11. November 1918 wurde er Mitglied der Académie des sciences in Paris. 1919 wurde Foch in die American Academy of Arts and Sciences gewählt.
Er wurde 1918 Mitglied der Académie française, erhielt unzählige militärische Auszeichnungen und mehrere Denkmäler in ganz Frankreich. Ebenso wurden eine Rebsorte (Maréchal Foch) und zwei Kriegsschiffe der französischen Marine nach ihm benannt.
Die zweitgrößte Insel der Kerguelen in den Französischen Süd- und Antarktisgebieten, die Île Foch, trägt seinen Namen. Die Avenue Foch im 16. Arrondissement von Paris und zahlreiche andere Straßen und Plätze sind nach ihm benannt.
Neben einigen Kasernen in Frankreich wurde auch die französische Foch-Kaserne in Donaueschingen (Baden-Württemberg) nach Foch benannt.
In Berlin-Wittenau benannten die französischen Alliierten eine ihrer Wohnsiedlungen Cité Foch.
Ein Modell des aufgegebenen französischen Panzerprojektes AMX-50 als Selbstfahrlafette mit 120-mm-Kanone wurde ihm zu Ehren AMX-50 Foch genannt.

## Schriften
- Les principes de la guerre. Berger-Levrault & Cie. Paris 1903 („Die Prinzipien des Krieges“).
- La conduite de la guerre. Berger-Levrault & Cie. Paris 1904 („Die Führung des Krieges“).
- Mémoires pour servir à l’histoire de la guerre 1914–1918. 2 Bände. Plon, Paris 1931 („Erinnerungen an den Dienst im Kriege 1914–1918“).
  - Meine Kriegserinnerungen 1914–18. K. F. Koehler Verlag,  Leipzig 1931.